# Fraaie pluimdrager
De fraaie pluimdrager of grootmondpluimdrager (Valvata macrostoma) is een slakkensoort uit de familie van de Valvatidae. De wetenschappelijke naam van de soort is voor het eerst geldig gepubliceerd in 1864 door Mörch.